# Craintilleux
Craintilleux ist eine französische Gemeinde mit 1.337 Einwohnern (Stand: 1. Januar 2022) im Département Loire in der Region Auvergne-Rhône-Alpes. Sie gehört zum Arrondissement Montbrison und zum Kanton Andrézieux-Bouthéon. Die Bewohner werden Craintillois und Craintilloises genannt.

## Geografie
Craintilleux liegt etwa 20 Kilometer nordwestlich von Saint-Étienne an der Loire, in die hier der Malbief mündet, in der historischen Landschaft Forez im Zentralmassiv. Umgeben wird Craintilleux von den Nachbargemeinden Unias im Norden, Rivas im Osten, Veauchette im Osten und Südosten, Saint-Cyprien im Süden, Sury-le-Comtal im Südwesten sowie L’Hôpital-le-Grand im Westen und Nordwesten.

## Bevölkerungsentwicklung
| Jahr                       | 1962 | 1968 | 1975 | 1982 | 1990 | 1999 | 2006 | 2017 |
| -------------------------- | ---- | ---- | ---- | ---- | ---- | ---- | ---- | ---- |
| Einwohner                  | 346  | 322  | 403  | 668  | 752  | 900  | 1082 | 1328 |
| Quellen: Cassini und INSEE |      |      |      |      |      |      |      |      |

## Sehenswürdigkeiten

Kirche Saint-Léger

- Kirche Saint-Léger